# Fábio Júnior Pereira
Fábio Júnior Pereira, mais conhecido apenas como Fábio Júnior (Manhuaçu, 20 de novembro de 1977), é um ex-futebolista brasileiro que jogava como centroavante.
Atualmente é comentarista esportivo da Rede Globo em Minas Gerais e dos canais de televisão por assinatura SporTV e Premiere Futebol Clube.

## Carreira

### Início
Natural de São Pedro do Avaí, distrito de Manhuaçu, na região Leste de Minas Gerais, o atacante começou sua carreira no Democrata GV e chegou a treinar por dois meses e meio nas categorias de base do Corinthians, em 1996, de onde foi dispensado. Também passou em duas oportunidades pela base do Atlético Mineiro, sendo a segunda emprestado pela equipe de Governador Valadares, mas não foi comprado ao fim do empréstimo.

### Cruzeiro
Foi comprado pelo Cruzeiro por 300 mil reais junto à equipe do interior mineiro em 1997. Apesar de ter assinado contrato profissional, era constantemente utilizado na equipe de juniores. Disputou a Taça São Paulo de Juniores de 98, sendo artilheiro do torneio, com nove gols, e ajudando sua equipe a chegar até as semifinais.
Marcou três gols contra o rival Atlético no primeiro jogo da final do Campeonato Mineiro de 1998, garantindo a vitória do seu clube por 3–2. Após empate em 0–0 no segundo confronto, conquistou o título, sua primeira conquista do estadual mineiro. Foi artilheiro da Copa Mercosul na mesma temporada, juntamente com Alex, do Palmeiras, com seis gols, além de vice-campeão da competição. Ainda no mesmo ano, tornou-se o artilheiro da equipe no Campeonato Brasileiro ao marcar 18 gols e sua equipe terminou na segunda colocação. Além disso, foi eleito para a seleção do campeonato pela Revista Placar.
Chegou a ser comparado a Ronaldo pela semelhança física e bom desempenho, se destacando coincidentemente no mesmo clube brasileiro onde o Fenômeno apareceu para o futebol.

### Roma, empréstimos e suspensão
Em janeiro de 1999, foi contratado pela Roma, da Itália, aos 21 anos, por 15 milhões de dólares, assinando contrato de cinco anos e meio com o clube da capital italiana. Atuou em 23 partidas, marcando cinco gols pela equipe.
Em março do ano seguinte, foi emprestado pela Roma ao Cruzeiro, seu ex-clube, até dezembro, por 1,1 milhão de dólares. Conquistou a Copa do Brasil de 2000, sendo o autor do primeiro gol da equipe no jogo decisivo do título contra o São Paulo.
Em fevereiro de 2001, foi jogar no Palmeiras, cedido por empréstimo até o fim daquele ano, com passe fixado em dez milhões de dólares.
Em maio de 2001, Fábio Júnior e alguns outros jogadores estrangeiros que atuaram no futebol italiano anteriormente foram acusados pela Procuradoria da Federação Italiana de Futebol de terem usado passaportes falsos. A Roma, clube pelo qual atuou se beneficiando do documento supostamente falsificado, também foi denunciada. Na época, apenas três jogadores com nacionalidade de países não-pertencentes à União Europeia poderiam atuar em cada time italiano e a falsificação de passaportes teria sido feita visando burlar esta regra. O jogador afirmou à imprensa ser inocente, mas, em junho de 2001, foi suspenso pelo período de um ano pela Federação Italiana (assim como outros atletas, entre eles o goleiro Dida, do Milan). A Roma também foi punida com multa de 750 mil dólares.
Foi emprestado novamente para o Cruzeiro em janeiro de 2002, com contrato de um ano, sendo este o seu terceiro período no clube. Fez parte do grupo que conquistou o Supercampeonato Mineiro e a Copa Sul-Minas.
Em janeiro de 2003, foi emprestado para a equipe portuguesa Vitória de Guimarães até o meio do ano.

### Atlético Mineiro, Ásia e Alemanha
Foi contratado pelo Atlético Mineiro em março de 2003, que adquiriu 30% dos direitos do jogador, assinando contrato até o fim de 2005. Foi o artilheiro da equipe no Campeonato Brasileiro de 2003, com 14 gols, porém não permaneceu no clube na temporada seguinte, rescindindo contrato em janeiro de 2004.
No início de 2004, Fábio Júnior assinou com o Kashima Antlers, do Japão, do técnico brasileiro Toninho Cerezo.
Em 2005, a pedido do técnico Procópio Cardoso, Fábio Júnior foi novamente contratado pelo Atlético-MG. O jogador rescindiu seu vínculo com a equipe alvinegra em agosto do mesmo ano e, na sequência, fechou com o Al-Wahda, dos Emirados Árabes.
No início de 2006, assinou contrato de um ano e meio com o clube alemão Bochum.
Em agosto de 2007, foi contratado pelo Hapoel Tel Aviv, de Israel, firmando acordo de dois anos.

### Bahia e Brasiliense
Em setembro de 2008, foi contratado pelo Bahia para a disputa da Série B daquele ano, mas não pôde jogar em função de problemas com sua documentação.
Em 2009 foi contratado pelo Brasiliense, tornando-se artilheiro e campeão do Campeonato Candango. Ainda no mesmo ano, foi sondado pelo Santo André, que estava buscando um atacante. Entretanto, após esperar por algum tempo pela liberação do atleta por parte do Brasiliense, o Ramalhão desistiu da contratação de Fábio Júnior.

### América Mineiro
Em 2010 foi contratado pelo América Mineiro como reforço para a disputa do campeonato estadual e da Série B do Campeonato Brasileiro. O jogador foi o vice-artilheiro da competição nacional com 19 gols marcados, sendo um dos principais jogadores do acesso do clube à Série A. No dia 7 de dezembro, foi anunciada a renovação do seu contrato com o América por mais dois anos.
Em 2011, o jogador foi artilheiro do estadual mineiro com 13 gols. No Brasileirão, Fábio Júnior marcou apenas cinco gols em toda a competição e não repetiu o bom desempenho anterior, chegando a ir para o banco de reservas e apenas reconquistando a posição titular no final do campeonato, após saída do atacante André Dias do clube, ajudando a equipe a vencer times como Corinthians, Fluminense e Botafogo. Apesar das vitórias na reta final da competição, seu clube foi rebaixado de volta para a Série B ao terminar a disputa na penúltima posição.
No ano de 2012, ele recebeu a braçadeira de capitão do time e ajudou o Coelho a chegar ao vice-campeonato estadual, marcando seis gols no torneio.[carece de fontes?] No fim do ano, renovou seu contrato por mais uma temporada, após ser o artilheiro do clube na Série B, com 14 gols.

### Interior de Minas
Aos 36 anos, Fábio Júnior assinou com o Minas Boca em janeiro de 2014 para disputar o estadual mineiro pela equipe de Sete Lagoas. Em maio do mesmo ano, acertou com o Boa Esporte, de Varginha, para jogar o Campeonato Brasileiro da Série B de 2014. Entretanto, após atuar em apenas seis partidas e marcar um gol, rescindiu contrato com a equipe do sul de Minas em julho.
No dia 15 de janeiro de 2015, foi apresentado como reforço do Guarani de Divinópolis para a disputa do Campeonato Mineiro daquele ano. Em novembro, o atleta aceitou uma proposta do Villa Nova, para ser jogador e manager do clube de Nova Lima na temporada 2016.

## Seleção brasileira
Fábio Júnior foi convocado pela primeira vez para a seleção brasileira em setembro de 1998 para amistoso contra a Iugoslávia, na primeira convocação do técnico Vanderlei Luxemburgo após assumir a equipe. Atuou no total em três partidas pela seleção, todas amistosas, contra o Equador em outubro de 1998 e contra Coreia do Sul e Japão em março de 1999, sendo titular apenas nesta última.
Já pela seleção sub-23, recebeu convocações para amistosos preparatórios e também para o Torneio Pré-Olímpico Sul-americano Sub-23 de 2000, disputado em Londrina. Marcou oito gols no total, sete nos amistosos e um no torneio, no jogo final da sua equipe.

## Títulos
Cruzeiro
- Copa do Brasil: 2000
- Copa Sul-Minas: 2002
- Campeonato Mineiro: 1998
- Supercampeonato Mineiro: 2002

Al-Wahda
- UAE Football League: 2004-05

Bochum
- 2. Fußball-Bundesliga: 2005-06

Brasiliense
- Campeonato Brasiliense: 2009

Hapoel Tel Aviv
- Copa do Estado de Israel: 2007

## Artilharias
Cruzeiro
- Copa Mercosul: 1998 (6 gols)
- Copa dos Campeões: 2002 (6 gols)

Brasiliense
- Campeonato Brasiliense: 2009 (8 gols)

América-MG
- Campeonato Mineiro: 2011 (13 gols)

## Prêmios individuais
- Bola de Prata: 1998